# Karotydynia
Karotydynia (ang. carotidynia) – objaw chorobowy, charakteryzujący się wystąpieniem jednostronnego, zlokalizowanego wzdłuż naczyń (tętnica szyjna – arteria carotis) bólu szyi, który może promieniować do policzka, ucha.
Jest zwykle nasilany przez kaszel, kichanie, przełykanie i zwrot głowy w stronę przeciwną do lokalizacji bólu.
Według niektórych badaczy, karotydynia nie jest jednak objawem chorobowym, tylko samodzielną jednostką chorobową i jest zaliczana do idiopatycznych bólów szyi.
Karotydynia może się pojawiać w przebiegu migreny, stanów zapalnych, zwłaszcza zakażeń, olbrzymiokomórkowego zapalenia tętnic. Jest zwykle objawem łagodnym, z wyjątkiem sytuacji, gdy bólowi towarzyszy tętnienie, zaburzenia widzenia, objawy przejściowego niedokrwienia ośrodkowego układu nerwowego, gdyż wówczas świadczy o obecności tętniaka tętnicy szyjnej lub jego rozwarstwieniu (ból pojawia się wówczas nagle), które jest najczęstszą przyczyną udaru mózgu u młodych osób.